# Danza china

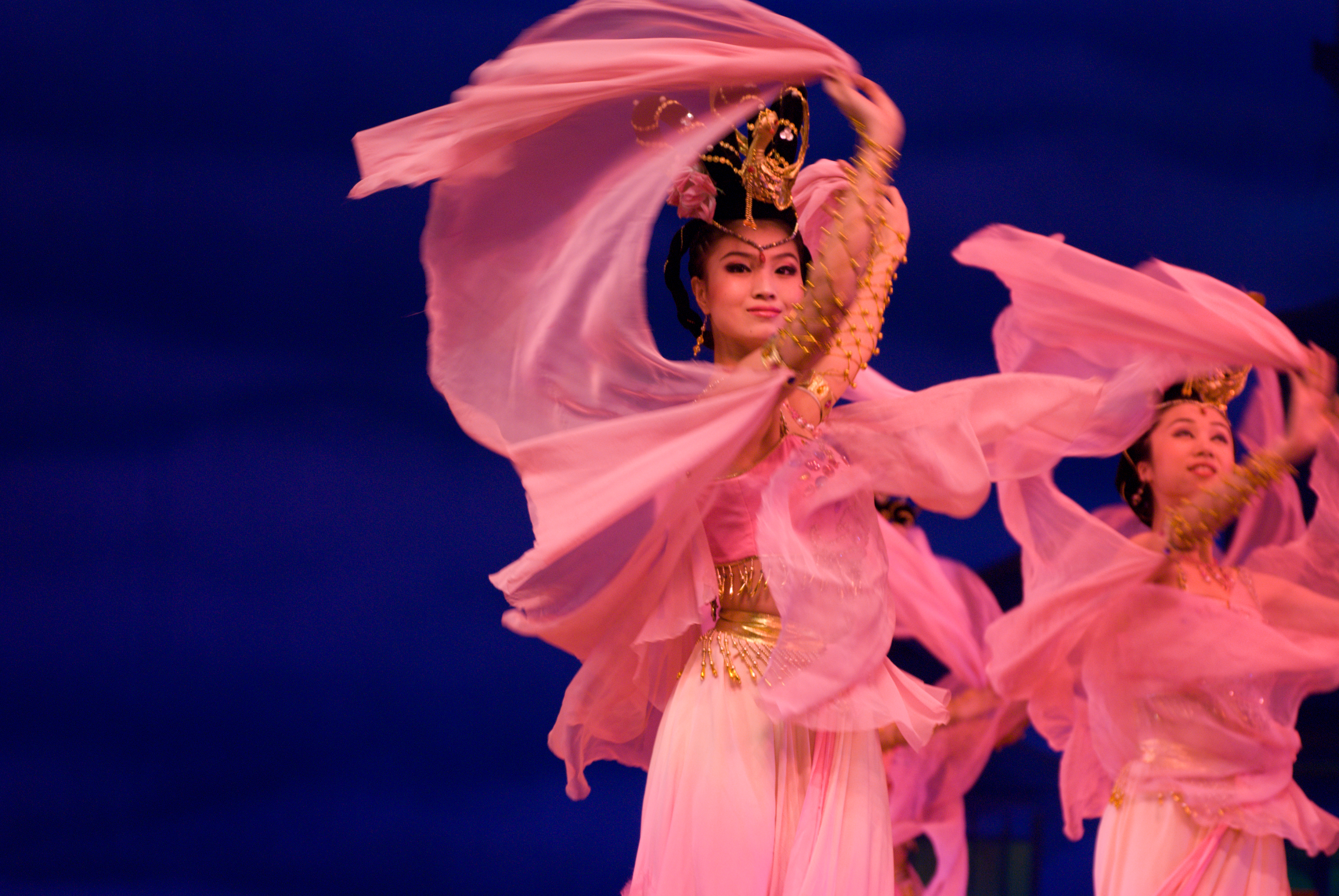
Una danza china.

La danza china es una forma de arte muy variada, que comprende muchos géneros de danza moderna y tradicional. Las danzas cubren una amplia gama, desde danzas populares hasta actuaciones de ópera y ballet, y pueden ser realizadas durante celebraciones públicas, rituales y ceremonias. En China hay 56 grupos étnicos reconocidos oficialmente, y cada grupo étnico minoritario  también tiene sus propios bailes folclóricos. Las danzas chinas más conocidas hoy en día son la danza del dragón y la danza del león.

## Historia

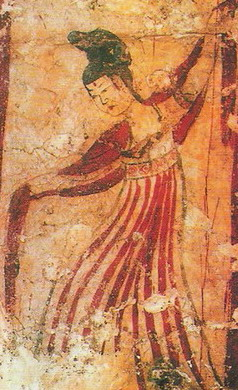
Una bailarina de la dinastía Tang en un mural descubierto en Xi'an bailando con un chal.

Existe un amplio registro histórico de las diversas formas de la danza en China. El carácter chino más antiguo de la palabra «baile», , escrito en los huesos oraculares, es en sí mismo una representación de una bailarina en una celebración sosteniendo rabos de bueyes en cada mano. Algunas características de los bailes chinos de la actualidad, como ser   bailar con mangas largas, se han registrado desde los primeros períodos, que se remontan a la dinastía Zhou. Las danzas más importantes de los primeros tiempos fueron las danzas rituales y ceremoniales llamadas «yayue», este tipo de danza se bailó hasta la dinastía Qing, pero hoy solo sobrevive en actuaciones durante ceremonias confucianas.
En la era de las Seis Dinastías (220-589 dC), hubo fuertes influencias de Asia Central en la música y en la danza. El arte de la danza alcanzó un pico en la dinastía Tang, y los bailes de la época eran muy diversos y cosmopolitas; los bailes de Asia central fueron muy populares. Se registró un gran número de danzas en la dinastía Tang; por ejemplo, hay más de 60 composiciones grandes que son actuaciones a gran escala de la corte Tang. El arte de la danza, sin embargo, declinó como una forma de arte independiente en dinastías posteriores, y los bailes quedaron absorbidos en la ópera china. En tiempos más recientes, el arte de la danza en China ha disfrutado de un resurgimiento, y los desarrollos modernos de danzas chinas continúan a buen ritmo.

## Danza tradicional
Muchas de las danzas tradicionales tienen una larga historia. Estos son bailes folclóricos, o bailes realizados como rituales o como espectáculo de entretenimiento, y algunos pueden haber sido realizados en la corte imperial. Entre las danzas tradicionales chinas más conocidas se encuentran la danza del dragón y la danza del león. Una forma de la danza del león similar a la danza realizada en la actualidad fue descrita ya en la dinastía Tang; sin embargo la forma moderna de la danza del dragón, puede ser un desarrollo más reciente.

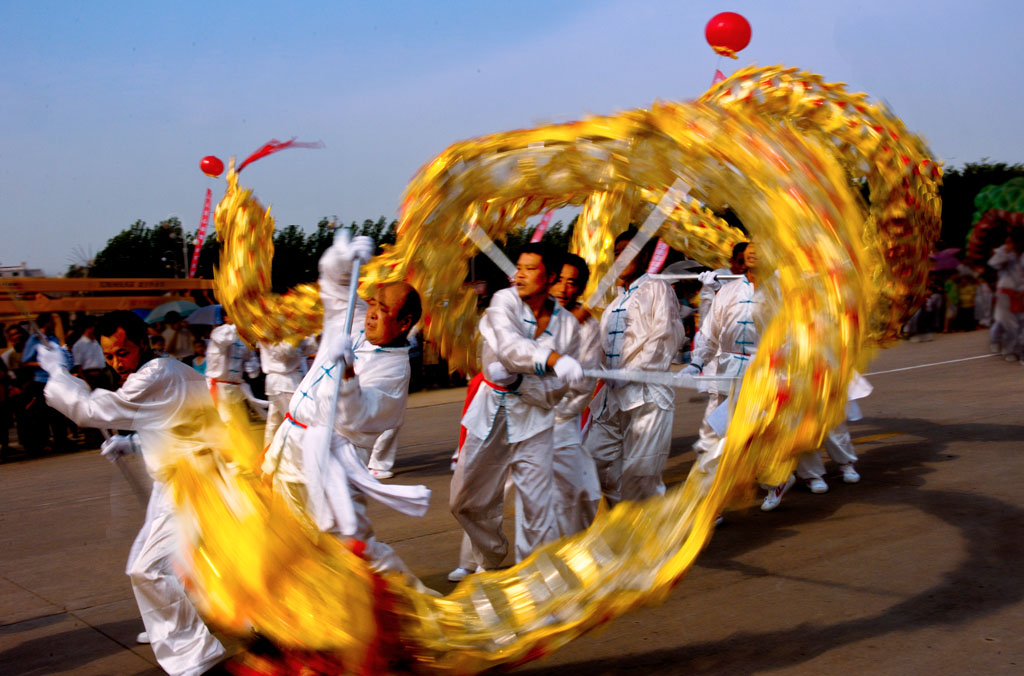
Danza del dragón.

En algunos de los primeros bailes registrados en China, los bailarines pueden haber vestido como bestias y animales míticos, y durante la dinastía Han, se mencionan algunas formas de la danza del dragón. La danza del dragón de la dinastía Han, sin embargo, no se parece a la forma moderna de dicha danza. La danza del dragón mencionada incluye un baile realizado durante un ritual para atraer la lluvia en tiempos de sequía, ya que al dragón chino se le asoció con la lluvia, actúa en la variedad baixi muestra donde los artistas disfrazados de un dragón verde tocan una flauta, y los actos donde el pescado se convirtió en un dragón. La danza del dragón moderna utiliza una estructura ligera manipulada por una docena de hombres que usan postes a intervalos regulares a lo largo de la longitud del dragón, en algunas versiones el dragón puede ser muy largo e involucrar a cientos de artistas. Hay más de 700 danzas del dragón diferentes en China.

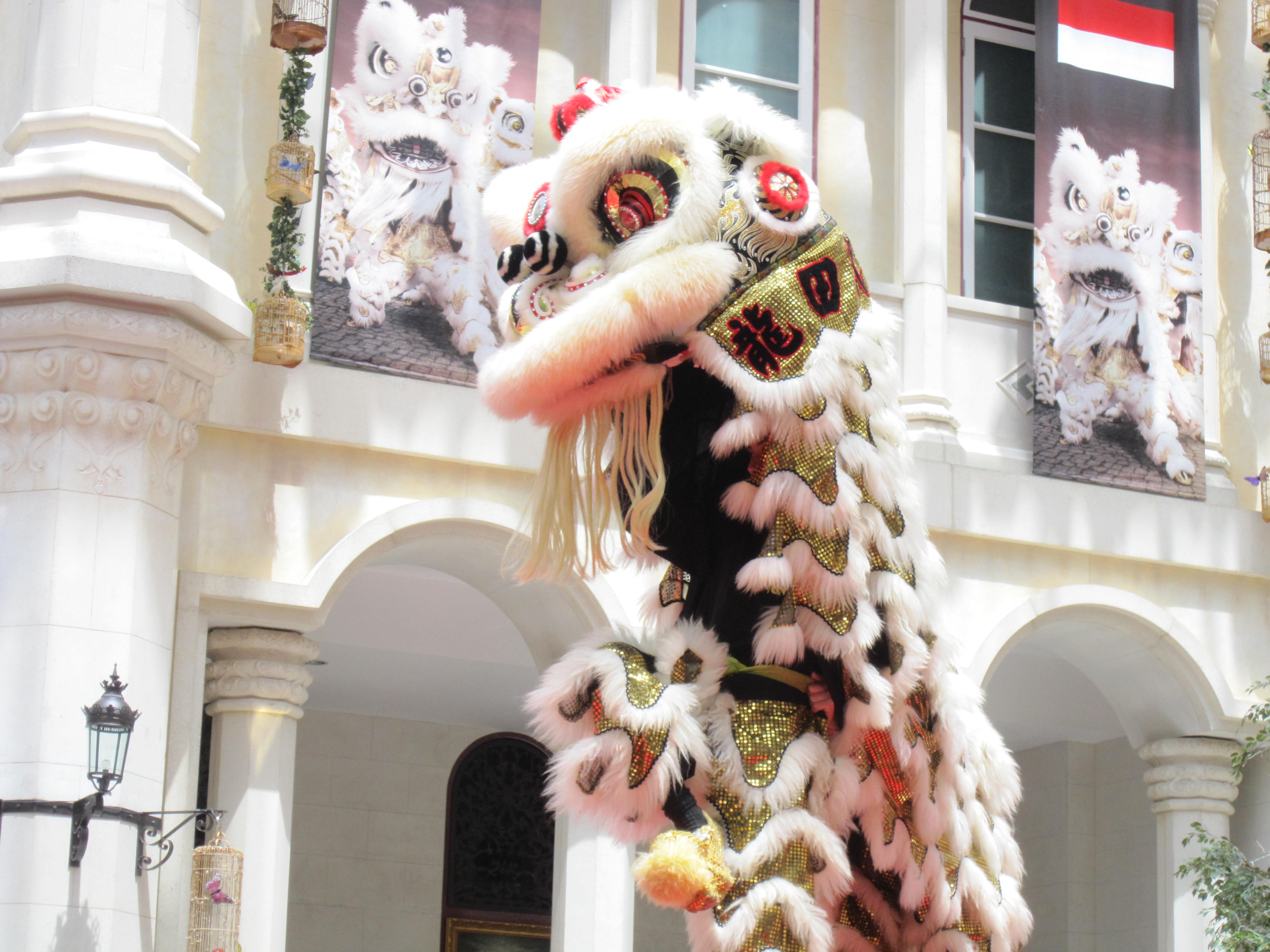
Danza del león.

Con respecto a la danza del león, se ha sugerido que provienen de fuera de China, debido a que el león no es originario de China, y la palabra china para león, shi (獅), puede haber sido derivada de la palabra persa «šer». La descripción detallada de la danza del león apareció durante la dinastía Tang y luego se reconoció como un aporte extranjero, aunque es posible que la citada danza puede haber existido en China ya en el siglo III de nuestra era. Se ha sugerido que los orígenes de la danza se remontan a India y Persia, y fue introducida durante las distantías meridionales y septentrionales que tenían asociación con el budismo. Una versión de la danza del león que se asemeja a la moderna danza del león fue descrita por el poeta Tang Bai Juyi en su poema "Artes occidentales de Liang" (西凉 伎), donde los bailarines usan un traje de león hecho de una cabeza de madera, cola de seda y cuerpo peludo, con los ojos dorados con oro y dientes plateado con plata, y orejas que se mueven. Hay dos formas principales de  danza china del león, la del León del Norte y la del León del Sur. Una forma de la danza del león también se encuentra en el Tíbet, donde se le llama danza del león de nieve.

### Danzas folclóricas en laetnia Han
Las danzas folclóricas han sido importantes históricamente en el desarrollo de la danza en China, algunos de los primeros bailes en rituales y ceremonias de la corte pueden haber evolucionado a partir de danzas populares. Los gobernantes de diversas dinastías recopilaron danzas populares, muchas de las cuales eventualmente se convirtieron en bailes de la corte. Sin embargo, en varias ocasiones hubo expresiones de antipatía hacia algunas danzas folclóricas y algunos emperadores habrían intentado prohibirlas.
Muchas de las danzas populares están relacionadas con la cosecha y la caza y los antiguos dioses asociados con estos oficios. Por ejemplo, la danza de la constelación se realizó para obtener una cosecha de semillas abundante, en una asociación con la gran cantidad de estrellas que hay en el cielo, mientras que la danza de l'arpón se asoció a Fuxi que según la mitología dio la red de pesca a la etnia Han, y la danza del arado estaba conectada a Shennong, el dios de la agricultura.
Algunos ejemplos de danza folclóricas chinas son:
- El Yangge, una danza que es común en el norte de China.
- La danza de la linterna, un baile propio del sur de China.

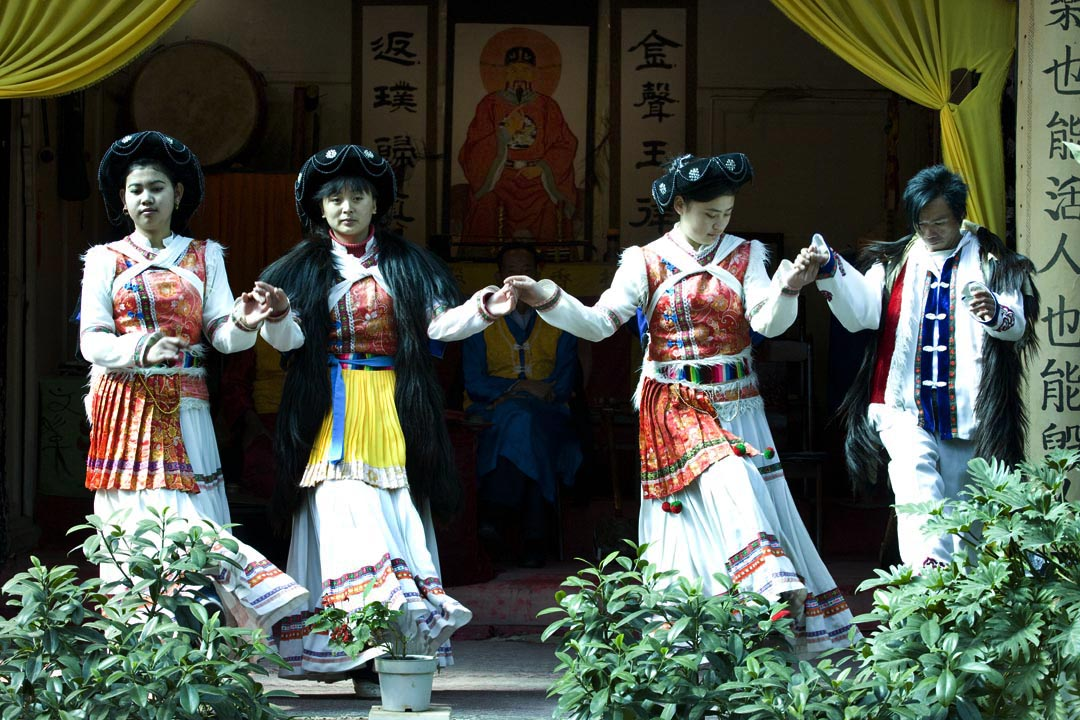
Danza folclórica de un grupo minoritario en China.

- Er Ren Zhuan.

### Danzas folclóricas en etnias minoritarias
Hay muchos grupos minoritarios de China y cada uno tiene sus propias danzas que reflejan su cultura y forma de vida. Algunos ejemplos de estas danzas son:
- La danza Baishou, una danza de los tujia.
- Danza del Tazón de Mongolia (頂 碗 舞), un baile donde bailarinas equilibran varias copas en la cabeza mientras bailan.
- Danza del tambor largo (長 鼓舞), un baile de la etnia Yao que inspiró la composición de danza orquestal de la tribu Yao.
- Sanam, una danza uigur.
- Lhamo, una ópera tibetana con baile y canto.

### Danza teatral

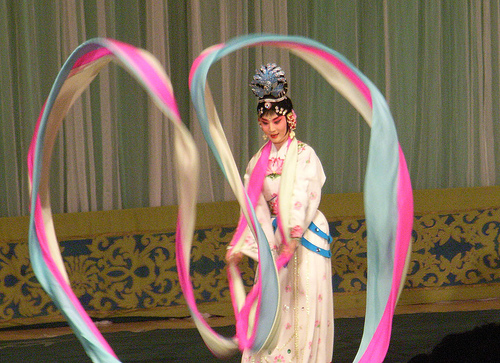
Danza como parte de la Ópera de Pekín en una interpretación de "Tiannvsanhua" (天女散花).

En los centros de entretenimiento llamados «wazi» durante la dinastía Song, florecieron diversas formas teatrales y la ópera china comenzó a tomar forma, y la danza comenzó a ser fusionada en la ópera. Bailes como la "Danza del Juicio Final" (舞 判, también llamada la «Danza de Zhong Kui», 跳 鐘 馗) durante la dinastía Ming, y danzas de la dinastía Song como «Batiendo la Bandera» (撲 旗子) se convirtieron en piezas de ópera. Otra danza adoptada por la ópera es la danza de la espada. La ópera china se hizo muy popular durante la dinastía Yuan y dinastías posteriores, y numerosas danzas fueron absorbidas por la ópera.

### Danzas rituales
La mayoría de los primeros registros de danzas en China corresponden a danzas rituales o ceremoniales, y estas danzas formaron la «yayue» que se considera de gran importancia en la corte. Estas danzas han desaparecido en gran parte de la cultura moderna del pueblo han, aunque las danzas rituales todavía se encuentran en algunas tradiciones populares y en las culturas de las minorías étnicas chinas.
- La danza Yi (佾舞, literalmente, "la danza fila"), fue originalmente una danza de la corte, pero fue adoptada y pasó a formar parte de una ceremonia del confucianismo. Esta antigua danza se puede realizar con filas de bailarines que sostienen plumas de faisán y flautas de color rojo en una formación cuadrada (danza Civil) o los bailarines pueden portar un escudo y un hacha de batalla (Danza Militar). La tradición de baile en la cual los bailarines sostienen elementos como penachos de plumas se remonta a la dinastía Shang.[15] La ceremonia más importante se realiza con 8 filas de 8 bailarines (las ocho danzas Yi, 64 bailarines en total). Originalmente estos bailes se realizaron con 6 filas de bailarines (36 bailarines en total) en los templos confucianos ya que el arreglo de 8 filas estaba restringido a la corte imperial,[16][17] pero posteriormente se autorizó a realizar la danza 8 hileras de bien en la base de que se le dio el título de rey por un emperador.[18] Una versión modernizada de tales actuaciones se presentan para los turistas en el templo confuciano en Qufu.[19] Esta danza confuciano también se realiza en Taiwán y Corea.
- Las danzas Nuo (儺 舞), son bailes de máscaras que se pueden realizar como parte de la ópera Nuo o como rituales durante las fiestas para alejar los malos espíritus.[20]
- La danza Cham, es una danza budista tibetana.

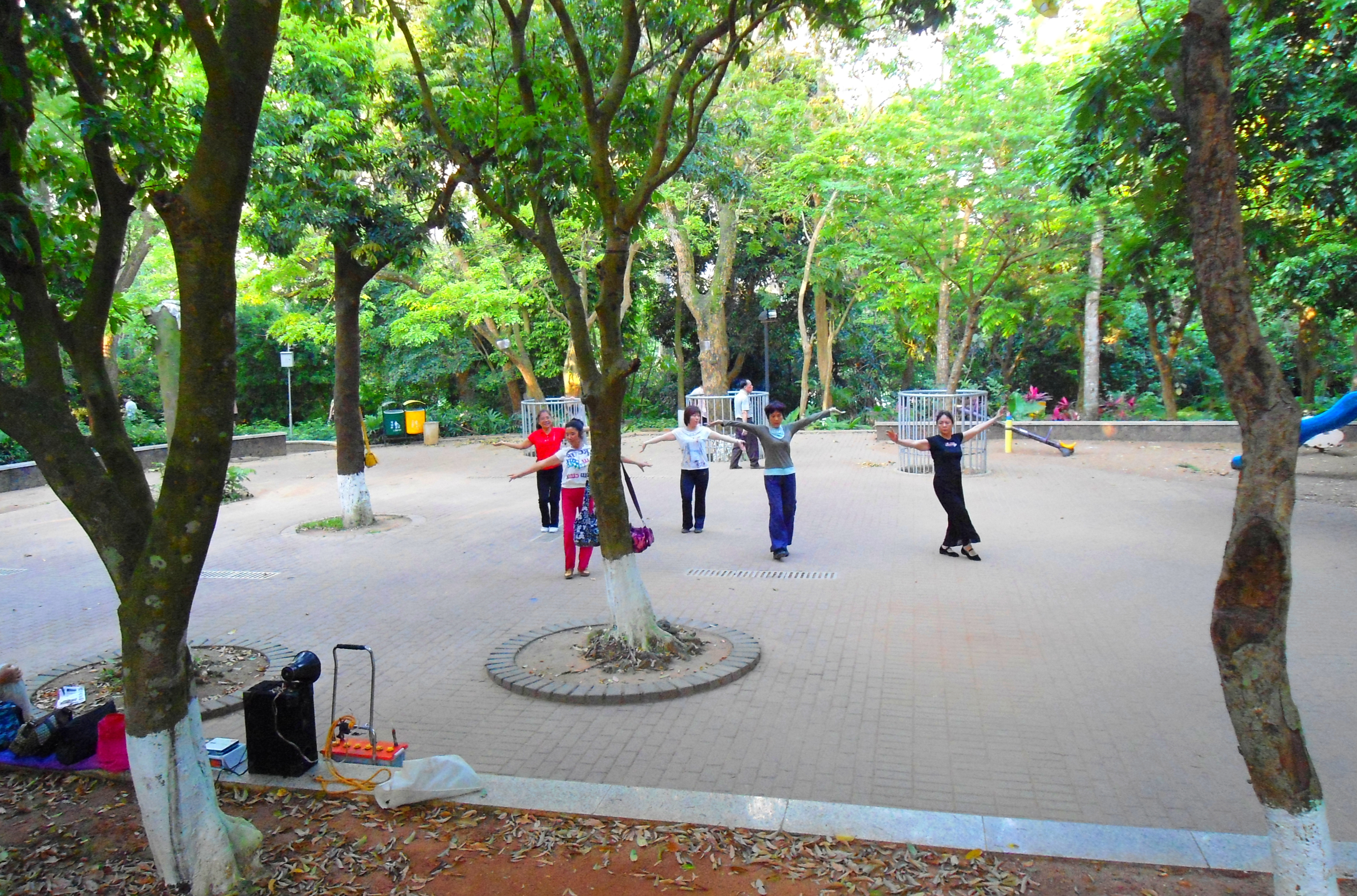
Baile en un parque como forma de ejercicio físico.

### Danzas como ejercicio físico
Según Lushi Chunqiu, durante la época del emperador Yao, se creó una danza como un ejercicio para las personas a mantener saludable después de un período prolongado de tiempo húmedo. Tradicionalmente algunos bailes chinos también pueden tener relación con las artes marciales y eran utilizadas para entrenar habilidades y aptitud de combate,  y algunos ejercicios de artes marciales, como el taichí, son similares a un baile coreografiado. En la China moderna, es común encontrar personas que bailan en los parques como una forma de ejercicio.

## Danzas modernas

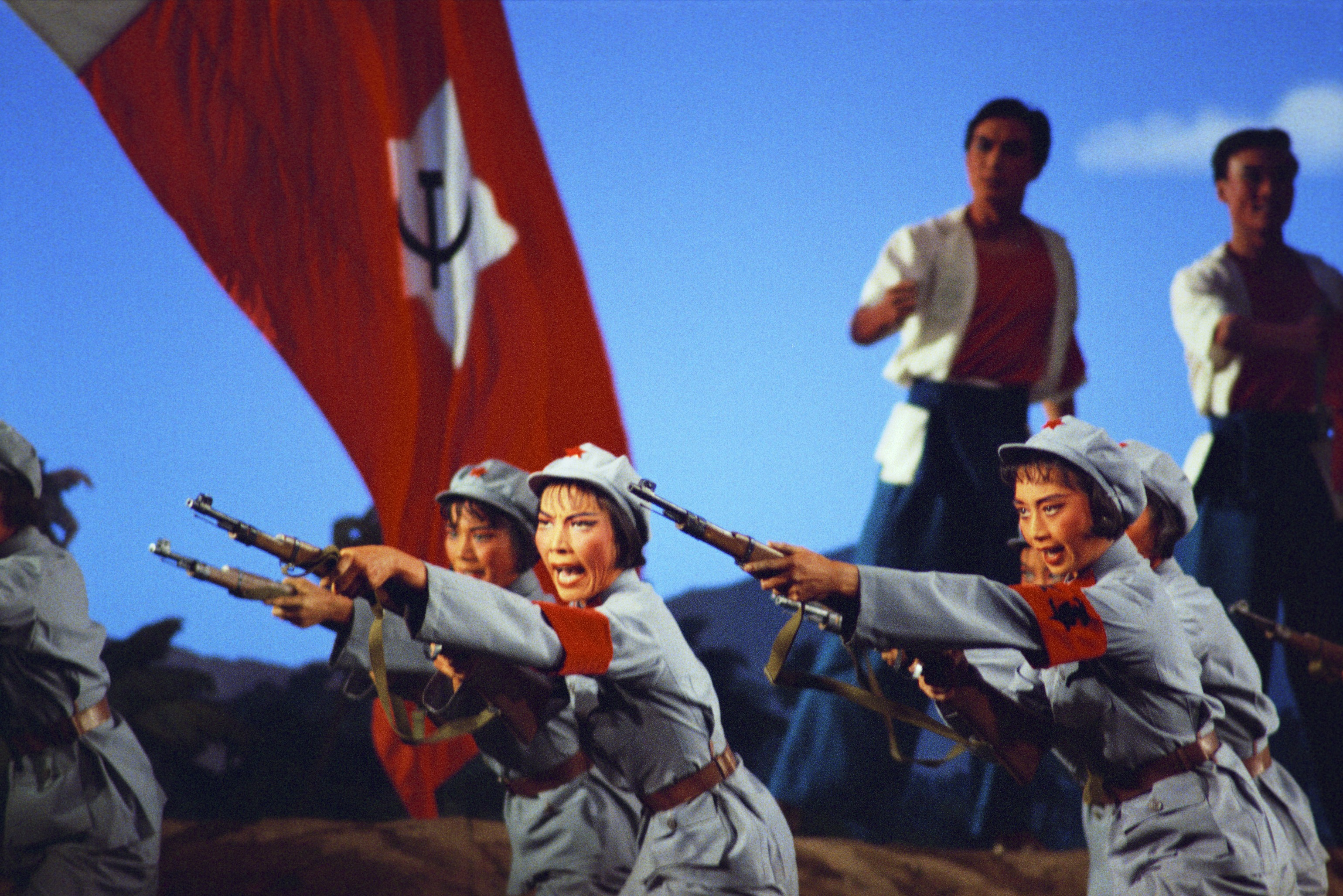
Interpretación de la obra «El destacamento rojo de mujeres» de 1972 por el Ballet Nacional de China.

### Ballet
La primera escuela de ballet en China, la Beijing Dance School, fue establecida en 1954 con Dai Ailian como su director y atendida por algunos maestros rusos, incluido Pyotr Gusev que instituyó el sistema de formación en Rusia. En los años siguientes, ballets como El lago de los Cisnes o Romeo y Julieta fueron interpretados. El Ballet Nacional de China fue fundada en 1959 con la denominación de Compañía Experimental de Ballet de la Escuela de Danza de Pekín. Durante la Revolución Cultural bajo el control de Madame Mao, los dramas revolucionarios modelos pasaron a primer plano, y el repertorio fue finalmente reducido a dos ballets ideológicos - El destacamento rojo de mujeres y El cabello de la chica blanca. Tras la caída de la Banda de los Cuatro, la compañía de ballet se reformó y cambió de dirección con los ballets clásicos occidentales resucitados, y también amplió su gama para incluir más ballets modernos de todo el mundo.
Otras compañías de ballet en China son:

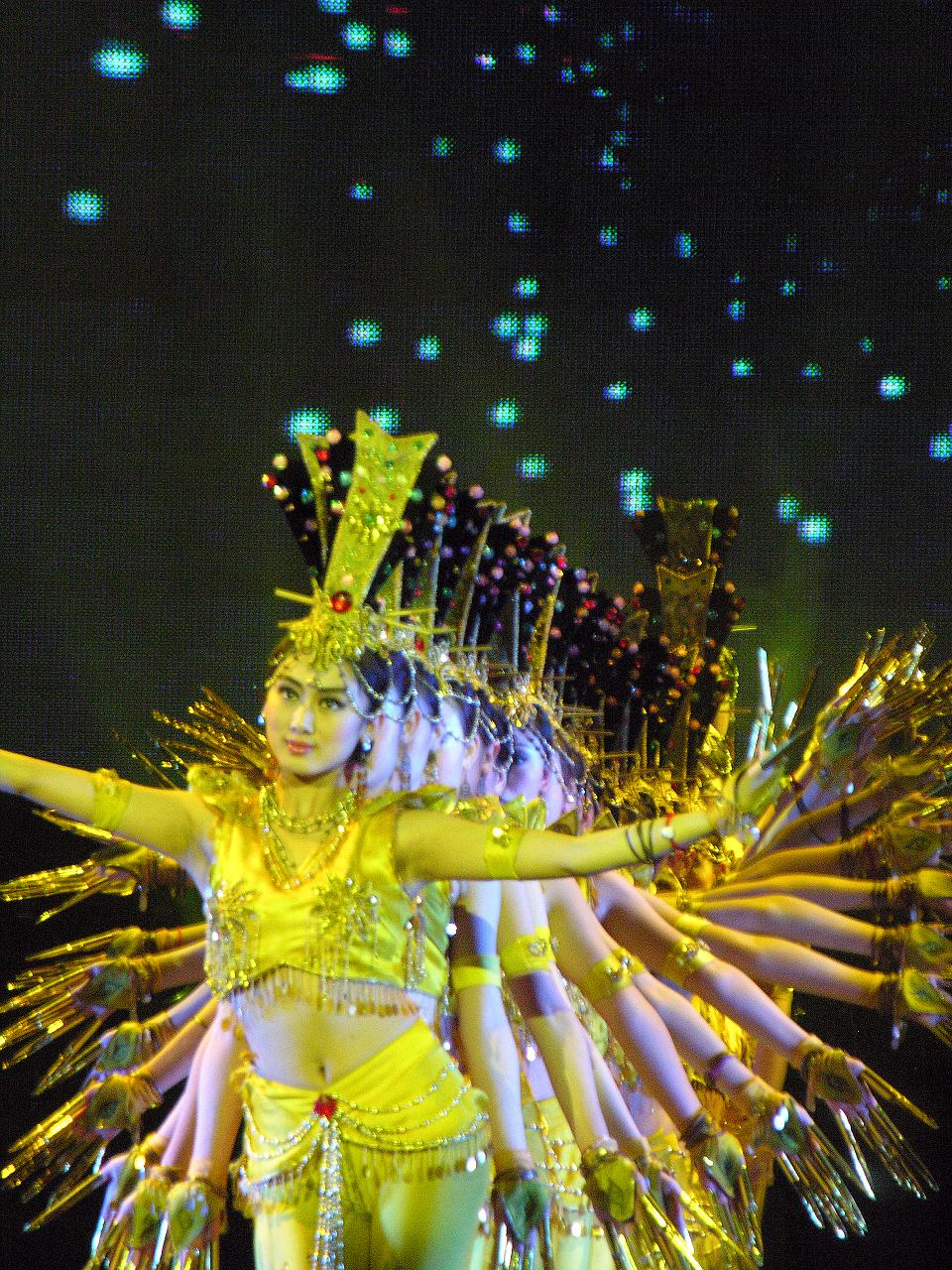
Coreografía moderna en temas tradicionales - éste se basa en la pintura y escultura del Guan Yin de las mil manos.

- Compañía de Ballet de Shanghái
- Guangzhou Ballet
- Hong Kong Ballet
- Liaoning Ballet
- Suzhou Ballet
- Tianjin Ballet

### Danza contemporánea
- BeijingDance / LDTX
- Compañía de Danza Moderna de Pekín
- Compañía de Danza Contemporánea en la ciudad de Hong Kong
- Compañía de Danza Moderna de Guangdong
- Living Dance Studio en Beijing

## Danza tradicional moderna
Muchos bailes presentados como tradicionales en los cines y la televisión son la imaginación moderna de danzas antiguas utilizando coreografía moderna, por ejemplo la famosa danza de los vestidos emplumados de arcoíris de la dinastía Tang.
- La danza Dunhuang, una composición moderna inspirada en los frescos de las cuevas de Mogao.

## Danzas sociales
Los bailes de salón occidentales se hicieron populares en el siglo XX, antes no habría sido permisible para los hombres y las mujeres de familias respetables el bailar juntos. En la década de los 40 los clubes nocturnos de Shanghái fueron muy populares, y los líderes comunistas tempranas como Mao Zedong y Zhou Enlai también eran ávidos bailarines de salón de estilo soviético. El baile de salón, sin embargo más tarde desapareció después de la Revolución Cultural para ser sustituido por grupo masiva baila como la danza yangge. Los bailes de salón, sin embargo, reaparecieron después de la liberalización de China a finales de siglo, y son ahora comúnmente encontrados realizados por muchas personas en los parques públicos como forma de ejercicio físico.

## Lectura adicional
- Wang Kefen (1985). The History of Chinese Dance. China Books & Periodicals. ISBN 978-0835111867.
- Laurence Picken, ed. (1985–2007). Music from the Tang Court: Volume 1-7. Cambridge University Press.